# Лёгкая атлетика на летних Олимпийских играх 2020 — бег на 5000 метров (женщины)
Соревнование в беге на 5000 метров среди женщин на летних Олимпийских играх 2020 года проходили 30 июля и 2 августа 2021 года на Японском национальном стадионе. В соревнованиях приняли участие 38 спортсменок из 21 страны.
Олимпийской чемпионкой на дистанции 1500 метров стала Сифан Хассан из Нидерландов, которая перед турниром объявила о своем намерении попытаться выиграть три забега на Олимпийских играх на 1500, 5000 и 10 000 метров. Серебро и бронзу турнира выиграли африканские спортсменки кенийская бегунья Хеллен Обири и Гудаф Цегай из Эфиопии.

## Медалисты
| Золото                  | Серебро            | Бронза              |
| Сифан Хассан Нидерланды | Хеллен Обири Кения | Гудаф Цегай Эфиопия |

## Ход турнира
Предыдущий Олимпийский чемпион 2016 года на дистанции 5000 метров Вивиан Черуйот из Кении не принимала участие в Олимпийских играх 2020 года.
Фаворитами турнира, как и последнее время, были бегуньи Кении и Эфиопии. Главным претендентом была Хеллен Обири серебряный призер Олимпиады в Рио 2016 и Чемпион мира 2019 года. Конкуренцию могла составить нидерландская легкоатлетка эфиопского происхождения Сифан Хассан для которой эта дистанция была первой ступенькой к мечте выиграть три забега на Олимпийских играх на 1500, 5000 и 10 000 метров.
Финальный забег начался медленно, и в начале его возглавляла Элиз Крэнни. Хассан верная своей тактике опустился в заднюю часть группы. Желая более быстрого темпа, Ририка Хиронака ускорилась и взяла на себя лидерство. В течение следующих трех кругов группа позволила Хиронаке вырваться вперед на 10 метров. Затем группа преследователей, состоящая из: кенийского трио Хеллен Обири, Агнес Джебет Тироп и Лилиан Касайт Ренгерук; эфиопского трио Гудаф Цегай, Сенбере Тефери и Эджгайеху Тайе; и турецкая спортсменка кенийского происхождения Ясемин Кант догнали и продвинулись вперед.
За три круга до конца гонки ведущая группа предприняло ускорение, и Хассан переместилась со своей позиции в задней части группы в заднюю часть ведущей группы. Когда Ренгерук отстала, ведущая группа состояла из трех эфиопских, двух кенийских бегуний, а также Кант и Хассан. На предпоследнем круге Хассан поднялся еще на две позиции, так как Кант и Тефери не смогли поддерживать темпу лидирующей группы. Все лидеры стремились быть первыми на звоне колокола, выстраиваясь все четверо в ширину по трассе, за ними следовала Хассан.
В начале заключительного круга Хассан сместилась к наружным дорожкам, и начала наращивать темп, чтобы обойти лидирующих бегунов. Тироп, Тайе и Цегай она обогнала во время поворота, а на середине прямой она обошла лидера Обири, которая предприняла спринтерский разгон, чтобы попытаться удержать за Хассан. Хассан выбежала из финального поворота лидером, и снова ускорилась, создав 12-метровый отрыв на финальной прямой. Выиграв Олимпийское золото со временем 14:36.79. Обири финишировала второй, отстав на 1,57 секунды, и завоевала вторую подряд серебряную Олимпийскую медаль. Цегай финишировала на подиуме третьей, финишировав за 14:38.87.

## История
Соревнование в беге на 5000 метров среди женщин на Олимпийских играх 2020 года проводиться в 7 раз. Впервые было проведено на Олимпийских играх 1996 года.

## Квалификация
Квалификационный стандарт на Олимпийские игры 2020 для бегунов на 5000 метров установлен 15: 10.00. Стандарт был установлен с целью включения в турнир спортсменов выполнившие на квалификационных соревнованиях установленный норматив, но которые не смогли пройти квалификацию по итогам мирового рейтинга ИААФ. Мировые рейтинги, основанные на расчете среднего из пяти лучших результатов спортсмена за квалификационный период с учетом сложности уровня соревнований. Данные условия для отбора спортсменов использоваться, пока не будет достигнуто ограничение в 42.
Квалификационный период первоначально был установлен с 1 мая 2019 года по 29 июня 2020 года. Из -за пандемии коронавирусной инфекции в период с 6 апреля 2020 года по 30 ноября 2020 года соревнования был приостановлены и дата окончания продлена до 29 июня 2021 года. Дата начала квалификации по итогам мирового рейтинга также была изменена с 1 мая 2019 г. на 30 июня 2020 г. Спортсмены, выполнившие квалификационный стандарт в течение этого времени, были квалифицированы, а провести отбор по мировому рейтингу было не возможно из-за отсутствия легкоатлетических турниров. ИААФ изменил требование к расчету мирового рейтинга, включив соревнования, как на открытом воздухе, так и в помещении, а также последний региональный чемпионат был засчитан, даже если он проведен не во время квалификационного периода.
Национальный олимпийский комитет (НОК) может заявить не более 3 квалифицированных спортсменок в забеге 5000 метров. Если все спортсменки соответствуют начальному квалификационному стандарту или прошли квалификацию путем ранжирования мирового рейтинга в течение квалификационного периода. (Ограничение в 3 было введено на Олимпийском Конгрессе в 1930 г.)
33 бегуна прошли квалификацию по установленному нормативу; 4 — по позициям мирового рейтинга и 1 — НОК использовали свое универсальное место и ввели одного спортсмена, так как у них нет спортсменов, соответствующих стандарту входа на легкоатлетическое мероприятие — в беге на 5000 метров среди женщин.

## Рекорды
Мировой и олимпийский рекорды до начала летних Олимпийских игр 2020 года:
| Мировой рекорд     | Летесенбет Гидей (ETH) | 14:06,62 | Валенсия       | 7 октября 2020  |
| Олимпийский рекорд | Вивиан Черуйот (KEN)   | 14:26,17 | Рио-де-Жанейро | 19 августа 2016 |

## Формат и календарь турнира
В соревнованиях по-прежнему использовался формат отборочных соревнований из двух основных раундов.
Время Олимпийских объектов местное (Япония, UTC+9)
| Дата                        | Время | Раунд   |
| --------------------------- | ----- | ------- |
| Пятница, 30 июля 2021       | 19:00 | Раунд 1 |
| Понедельник, 2 августа 2021 | 19:00 | Финал   |

## Результаты

### Раунд 1
Квалификационные правила: первые 5 в каждом забеге (Q) и дополнительно 5 с лучшими показанными результатами из всех забегов (q) проходят в полуфинал.

#### Забег 1
| Место | Спортсмен              | НОК            | Время    | Примечание |
| ----- | ---------------------- | -------------- | -------- | ---------- |
| 1     | Сифан Хассан           | Нидерланды     | 14:47.89 | Q          |
| 2     | Агнес Джебет Тироп     | Кения          | 14:48.01 | Q, SB      |
| 3     | Сенбере Тефери         | Эфиопия        | 14:48.31 | Q          |
| 4     | Еджгаеху Тае           | Эфиопия        | 14:48.52 | Q          |
| 5     | Лилиан Касайт Ренгерук | Кения          | 14:50.36 | Q, SB      |
| 6     | Ясемин Джан            | Турция         | 14:50.92 | q          |
| 7     | Карисса Швейцер        | США            | 14:51.34 | q, SB      |
| 8     | Селамавит Тефери       | Израиль        | 14:53.43 | q, NR      |
| 9     | Ририка Хиронака        | Япония         | 14:55.87 | q, PB      |
| 10    | Андреа Секкафьен       | Канада         | 14:59.55 | q          |
| 11    | Лаура Гальван          | Мексика        | 15:00.16 | NR         |
| 12    | Каэде Хагитани         | Япония         | 15:04.95 | PB         |
| 13    | Джессика Джадд         | Великобритания | 15:09.47 |            |
| 14    | Камилла Баскомб        | Новая Зеландия | 15:24.39 |            |
| 15    | Приска Чесанг          | Уганда         | 15:25.72 |            |
| 16    | Люсия Родригес         | Испания        | 15:26.19 | PB         |
| 17    | Джули-Энн Стейли       | Канада         | 15:33.39 |            |
| 18    | Роуз Дэвис             | Австралия      | 15:50.07 |            |
| 19    | Сара Челангат          | Уганда         | 15:59.40 | SB         |

#### Забег 2
| Место | Спортсмен           | НОК            | Время    | Примечание |
| ----- | ------------------- | -------------- | -------- | ---------- |
| 1     | Гудаф Цегай         | Эфиопия        | 14:55.74 | Q          |
| 2     | Хеллен Обири        | Кения          | 14:55.77 | Q          |
| 3     | Надя Баттоклетти    | Италия         | 14:55.83 | Q, PB      |
| 4     | Элиз Кранни         | США            | 14:56.14 | Q, SB      |
| 5     | Каролина Гровдаль   | Норвегия       | 14:56.82 | Q          |
| 6     | Нодзоми Танака      | Япония         | 14:59.93 | PB         |
| 7     | Рэйчел Шнайдер      | США            | 15:00.07 |            |
| 8     | Рахель Даниэль      | Эритрея        | 15:02.59 |            |
| 9     | Эми-Элоиз Марковц   | Великобритания | 15:03.22 | PB         |
| 10    | Эйлиш Макколган     | Великобритания | 15:09.68 |            |
| 11    | Дженни Бланделл     | Австралия      | 15:11.27 |            |
| 12    | Эстер Чебет         | Уганда         | 15:11.47 |            |
| 13    | Доминик Скотт-Эфурд | ЮАР            | 15:13.94 | SB         |
| 14    | Кейт Ван Бускирк    | Канада         | 15:14.96 |            |
| 15    | Изобель Батт-Дойл   | Австралия      | 15:21.65 |            |
| 16    | Диана ван Эс        | Нидерланды     | 15:47.01 |            |
| 17    | Марта Янкуридже     | Руанда         | 15:55.94 | SB         |
| -     | Франсина Нийонсаба  | Бурунди        | DSQ      | TR 17.3.2  |
| -     | Клара Лукан         | Словения       | DNF      |            |

### Финал
| Место | Спортсмен              | НОК        | Время    | Примечание |
| ----- | ---------------------- | ---------- | -------- | ---------- |
| 1     | Сифан Хассан           | Нидерланды | 14:36.79 |            |
| 2     | Хеллен Обири           | Кения      | 14:38.36 |            |
| 3     | Гудаф Цегай            | Эфиопия    | 14:38.87 |            |
| 4     | Агнес Джебет Тироп     | Кения      | 14:39.62 | SB         |
| 5     | Эйгайеху Тайе          | Эфиопия    | 14:41.24 |            |
| 6     | Сенбере Тефери         | Эфиопия    | 14:45.11 |            |
| 7     | Надя Баттоклетти       | Италия     | 14:46.29 | PB         |
| 8     | Ясемин Джан            | Турция     | 14:46.49 |            |
| 9     | Ририка Хиронака        | Япония     | 14:52.84 | NR         |
| 10    | Селамавит Тефери       | Израиль    | 14:54.39 |            |
| 11    | Карисса Швейцер        | США        | 14:55.80 |            |
| 12    | Лилиан Касайт Ренгерук | Кения      | 14:55.85 |            |
| 13    | Элиз Кранни            | США        | 14:55.98 | SB         |
| 14    | Каролина Гровдаль      | Норвегия   | 15:09.37 |            |
| 15    | Андреа Секкафьен       | Канада     | 15:12.09 |            |